# Thần Moloch

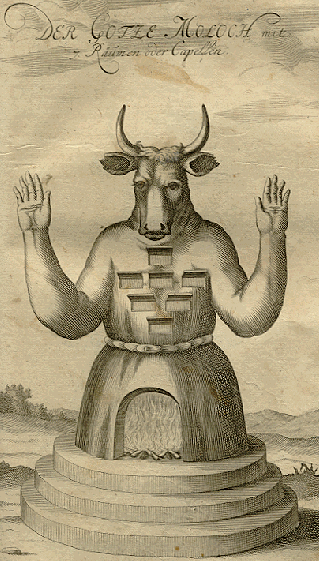
Hình vẽ về thần Moloch

Moloch, đôi khi cũng được đánh vần là Molech hay Milcom hoặc Malcam (tiếng Do Thái: מֹלֶךְ, mōlek - Tiếng Hy Lạp: Μολόχ - tiếng Ả rập: ملك - tiếng Hebrew: מולך‎, mólekh - phát âm tiếng Việt như là Mo-lóc hoặc Mô-lốc), là tên trong Kinh thánh của một vị thần của người Canaan và thần của người Semit liên quan đến tục hiến sinh trẻ em, cũng là vị Thần lửa mà người ta thờ bằng cách dâng người làm của lễ, thường hằng năm phải dùng trẻ con làm vật cúng tế và Vị thần này được mô tả bằng một tượng bằng đồng bên trong có lửa, trẻ em bị quăng vào bụng thần Moloch như một hiến vật thì từ trong bụng của tượng thần này phát ra tiếng kêu la đau đớn của các nạn nhân, điều này cũng được phản ảnh qua các tác phẩm của các tác gia La Mã-Hy Lạp đã viết về việc hiến tế trẻ em cho thần Baal Hammon tại Carthage.
Cũng giống với phần lớn lịch sử cổ đại, nguồn gốc chính xác của sự thờ phượng Moloch là không rõ ràng. Nhân vật này được biết đến là Thần của người Canaan và người Phoenicia mà cha mẹ đã hy sinh cho con cái của họ, một quyền lực chuyên chế được hỗ trợ bởi sự tự phụ hoặc sự hiến sinh của con người, là vị thần Moloch vĩ đại của chiến tranh, bổn phận đã trở thành Moloch của cuộc sống hiện đại theo Norman Douglas. Kinh dị và sợ hãi đã tiếp dẫn Moloch đến với nhiều người, thần thoại cho biết rằng vị thần này khuyến khích sự hy sinh. Moloch đã được sử dụng theo nghĩa bóng trong văn học Anh từ tác phẩm Thiên đường đã mất (Paradise Lost) của John Milton (1667) cho đến tác phẩm "Tiếng hú" ("Howl") của Allen Ginsberg (1955), để chỉ một người hoặc vật đòi hỏi hoặc đòi hỏi một sự hy sinh tiêu tốn.

## Tên gọi
Tên của vị thần này có nhiều tên gần giống nhau: Molech, Molekh, Molok, Molek, Molock, Moloc, Melech, Milcom, hay Molcom. Cái tên Moloch là kết quả của một cách phát âm khó đọc trong thời kỳ Đền thờ thứ Hai của một từ đồng nghĩa dựa trên từ gốc mlk  có nghĩa là "vua". Có một số vị thần Canaanite có tên dựa trên cội gốc này đã gắn kết với Moloch bao gồm cả Kinh Thánh מַלְכָּם, hay nói Malkam "vị vua vĩ đại" (KJV Milcom), dường như đề cập đến một vị thần của Ammonites, cũng như Tyrian Melqart và những người khác. Otto Eissfeldt vào năm 1935 đã lập luận rằng Mlk hoàn toàn không được coi là một ẩn danh mà là một thuật ngữ cho một loại hiến tế lửa, và lĕmōlek như một "mumm -sacrifice" đã được giải thích lại như là một tên của thần tượng Canaanite cải cách Phục truyền dưới thời Josiah.
Thuật ngữ Moloch được cho là có nguồn gốc từ chữ Mlk theo ngôn ngữ Phê-ni-xi (Phoenicia), ám chỉ đến một cách hy sinh được thực hiện để xác nhận hoặc làm trọn một lời thề. Melekh là từ Hebrew (Hê-bơ-rơ) dành cho "vua". Dân Do Thái (Y-sơ-ra-ên) thường kết hợp tên của các vị thần ngoại giáo với các nguyên âm trong tiếng Hebrew vì sự ổ ngai: "Bosheth". Đây là cách nữ thần sinh sản và chiến tranh là Astarte (Át-tạt-tê) trở thành Át-tạt-tê. Sự kết hợp của Mlk, melekh, và bosheth dẫn đến cái tên Molech (Mô-léch/Mô-lóc) có thể được hiểu là "người cai trị là hiện thân của sự hy sinh đáng xấu hổ", phát tích tại vùng đất Canaan vào thời xa xưa có tập tục hiến tế trẻ em cho thần Moloch.
Nó cũng được viết như Milcom, Milkim, Malik và Moloch. Ashtoreth (Át-tạt-tê) là phối ngẫu của ông, và nghi lễ mại dâm được xem là một hình thức thờ phượng quan trọng. Sự thờ phượng Mo-lóc không chỉ giới hạn ở Canaan. Chữ khắc "mlk" trên các khối đá nguyên khối ở Bắc Phi thường được viết là "mlk'mr" và "Mlk'dm", có nghĩa là "con chiên hiến tế" và "con người hiến tế". Ở Bắc Phi, tên thần Moloch đã biển đổi thành "Kronos". Cái trên Kronos khi đến Carthage, Hy Lạp, đã trở thành thần thoại dưới dạng Titan Chronos là cha đẻ của Zeus. Hình tượng Moloch cũng được gắn liền hoặc xem như tương đương với Ba'al (Ba-anh), mặc dù chữ Ba'al cũng được sử dụng để chỉ định bất kỳ vị thần hoặc người cai trị nào.
Truyền thống Rabbinical miêu tả Moloch như một bức tượng đồng được nung nóng bằng lửa nơi các nạn nhân bị ném vào. Điều này đã được liên kết với các báo cáo của các tác giả từ thời đại văn minh Hy-La (Greco-Roman) về sự hiến sinh trẻ em tại Carthage cho Baal Hammon, đặc biệt là từ các cuộc khai quật khảo cổ từ những năm 1920 đã tạo ra bằng chứng cho sự hiến sinh trẻ em trong vùng Carthage cũng như các chữ khắc bao gồm MLK hoặc là một từ đồng nghĩa hoặc thuật ngữ chuyên ngành gắn liền với sự hiến sinh. Trong phiên dịch Graeca vị thần Phoenician được xác định là Cronus, do một truyền thuyết lưu hành song song thời kỳ này kể về việc Cronus  ngấu nghiến những đứa con của mình. 

## Trong Kinh thánh
Bản dịch cổ nhất các sách của Kinh thánh Do Thái cho thấy rằng Moloch là một dẫn xuất của phiên bản Molech hoặc Melech của người Do Thái. Sau này được sử dụng trong ý nghĩa của "Vua." Tên của vị thần-Sữa (Milk) có cùng một bản dịch đồng âm. Điều này rất giống với câu chuyện về cái tên Baal, một phần của tên thiêng liêng của Israel là Ishbaal. Đồng thời, nó là phụ âm với thuật ngữ "Boshet", dịch là "xấu hổ" hoặc "gớm ghiếc". Một số đưa ra một giả thuyết xác định Moloch với Yahweh (Jehovah/Giê-hô-va). Họ đề cập đến những lời của tiên tri Giê-rê-mi-a, người đã nói họ với danh nghĩa của Jehovah. Ý tưởng là trong những ngọn đồi nơi "Thung lũng của những đứa con của Hinnom" đã được dựng lên để thiêu sống những chàng trai và cô gái.
Với Molech, những gì được biết đến với nghi thức đi kèm với sự đau khổ của con người dường như là Kinh thánh. Moloch là một trong những vị thần Pagans, và Moloch mà người Do Thái đã thờ phượng sai lầm trong suốt thời gian bỏ đạo. Vị thần này có liên quan tới dân Ammon (1 Kings 11:7:  לְמֹלֶךְ שִׁקֻּץ בְּנֵי עַמֹּֽון): “Sau đó, Solomon xây một nơi cao cho Chemosh, một thần tượng đáng ghét của Moab, trên một ngọn núi phía đông của Jerusalem và cho thần Moloch là một thần tượng đáng ghét của dân Ammon”. Một trong các sinh hoạt của giáo phái này là tôn thờ thần Moloch và họ đã giết con của họ để tế thần Moloch nhưng rồi sau đó, điều này đã bị cấm bởi Đấng Tối cao (Lev. 18:21): “Ngươi sẽ không cung cấp con cái của ta cho họ tế thần Moloch, ngươi cũng sẽ không làm ô danh Thiên Chúa của ngươi; ta là Đấng Toàn năng”.

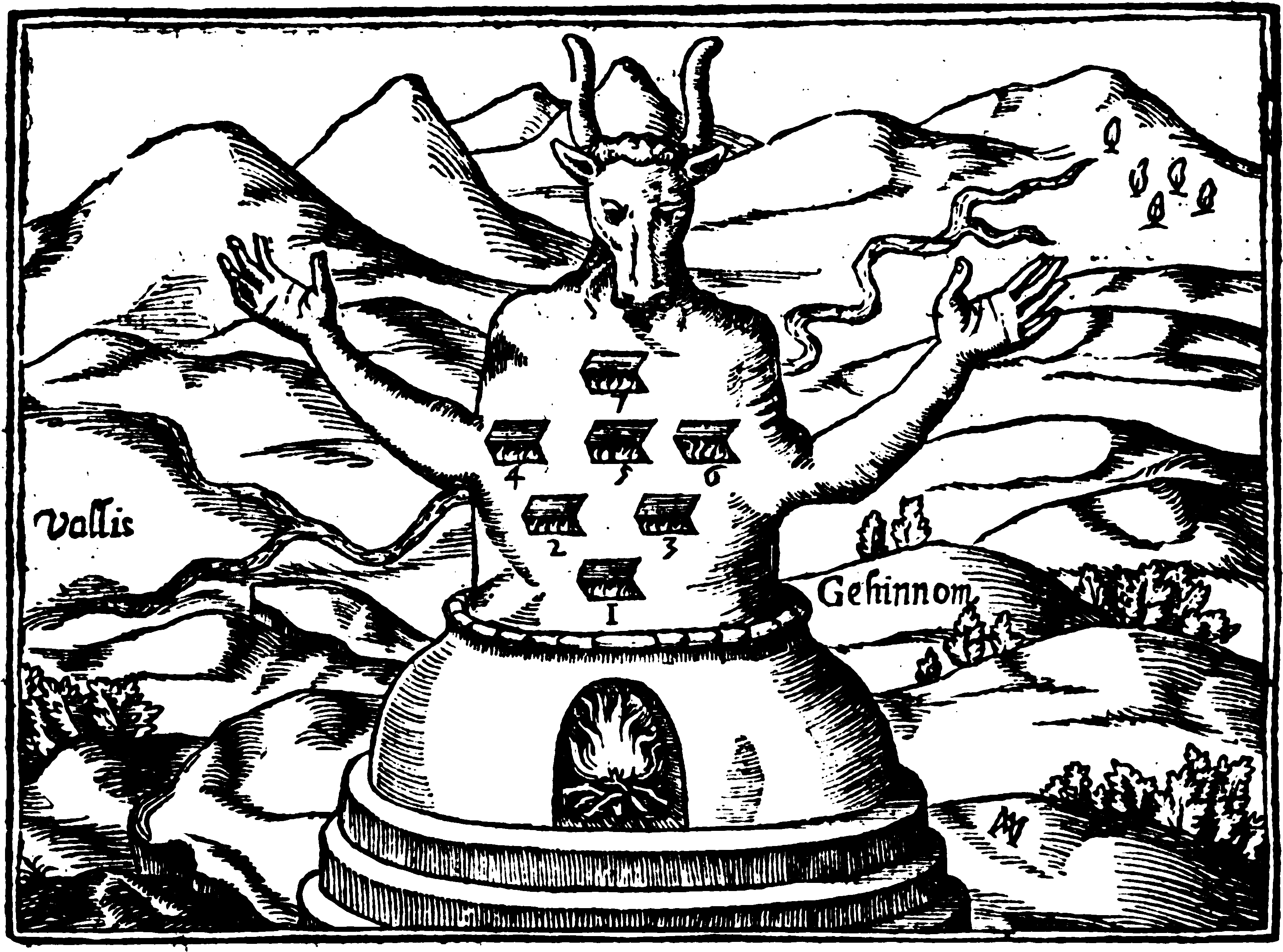
Hình vẽ về thờ thần Moloch ở Ai Cập

Moloch là một vị thần mà sự thiêu sống con người trong đạo Do Thái xưa để tế lễ rất cần thiết, việc thiêu sống để tế lễ, đặc biệt là tại thung lũng Hinnom ở phía Tây Nam của ngọn đồi Jerusalem tại một địa điểm được gọi là Topheth (tiếng Syria là “hố lữa”). Tại nơi đó, tượng thần Moloch sẽ được đốt nóng cho tới khi đỏ và sáng lên, sau đó họ đặt đứa trẻ sơ sinh, con của họ, trên tay của tượng thần, và đứng nhìn đứa bé bị đốt cháy cho đến chết, và để nói về thần Moloch, Kinh Thánh viết: Leviticus 18:21: "Ngươi sẽ không hiến dâng bất cứ đứa con nào của ngươi tế thần Molech, làm ô danh Thiên Chúa của ngươi: Ta là Đấng Toàn năng".
Đấng tối cao nói với Moses rằng: “Hãy nói với dân Israel, bất cứ một trong những người của Israel, hay một trong những người lạ tạm trú tại Israel, nếu dâng hiến bất cứ đứa con nào của người đó để để tế thần Molech, thì chắc chắn người đó sẽ bị xử tử. Người dân sẽ ném đá người đó. Ta sẽ nổi giận và sẽ cắt người đó ra khỏi khối người dân, bởi vì người đó đã hiến dâng một trong những đứa con của người đó cho thần Molech, làm cho thánh thể và thánh danh của ta bị ô uế. Và nếu bất cứ người dân nào nhắm mắt để cho người đó hiến dâng con của họ cho thần Molech, mà không giết cho hắn chết, ta sẽ nổi giận và sẽ trừng phạt cả nhà người đó, và sẽ cắt cả nhà người đó ra khỏi tập thể người dân, và cắt tất cả những ai đi theo làm đĩ điếm cho thần Molech”.
Trong sách thánh của các Kitô hữu, các vị thần khác nhau được đề cập ở những nơi, nhiều người trong số họ liên tục cần sự hy sinh của con người thường xuyên được thực hiện bởi những người ngoại đạo. Trong số những thần tượng cổ xưa đó thuộc về Moloch, được người Carthagini, Phoenicia và Palestine tôn kính. Là vị thần có sừng trên đầu, Kinh Thánh sau này cho rằng chúng đều là các dấu hiệu của quỷ Satan sau này hắn được người Druid thờ cúng, và đây lại là một hình dạng khác của thần Moloch và Cernunnos (những ngụy Thần được cho là có liên quan đến quỷ Satan). Từ đó, để cầu xin những lời tiên tri, những thầy tế này bắt đầu thực hiện nghi thức hiến tế người trong đám lửa cho Thần Mặt trời, nhưng sự thật phía sau chính là Moloch hay Satan. Người La Mã cũng bắt đầu thực hiện các nghi lễ giết người để cúng tế, và điều này cũng có liên quan trực tiếp đến Satan. Có thể giả định rằng con quỷ mạnh mẽ Baal (Ba-anh) đã tái sinh trong vị thần một cách siêu nhiên. 

## Lịch sử
Thần Moloch được đề cập đến trong lịch sử của vùng Trung Đông, Bắc Phi, được Kinh thánh của người Do Thái nhắc đến, những thư tịch cổ (cổ thư) cho thấy vị thần này gắn với tục hiến tế trẻ em, mãi sau này mới bị bãi bỏ và việc thờ phượng thần bò Moloch cũng thuyên giảm dần.

### Thời sơ kỳ

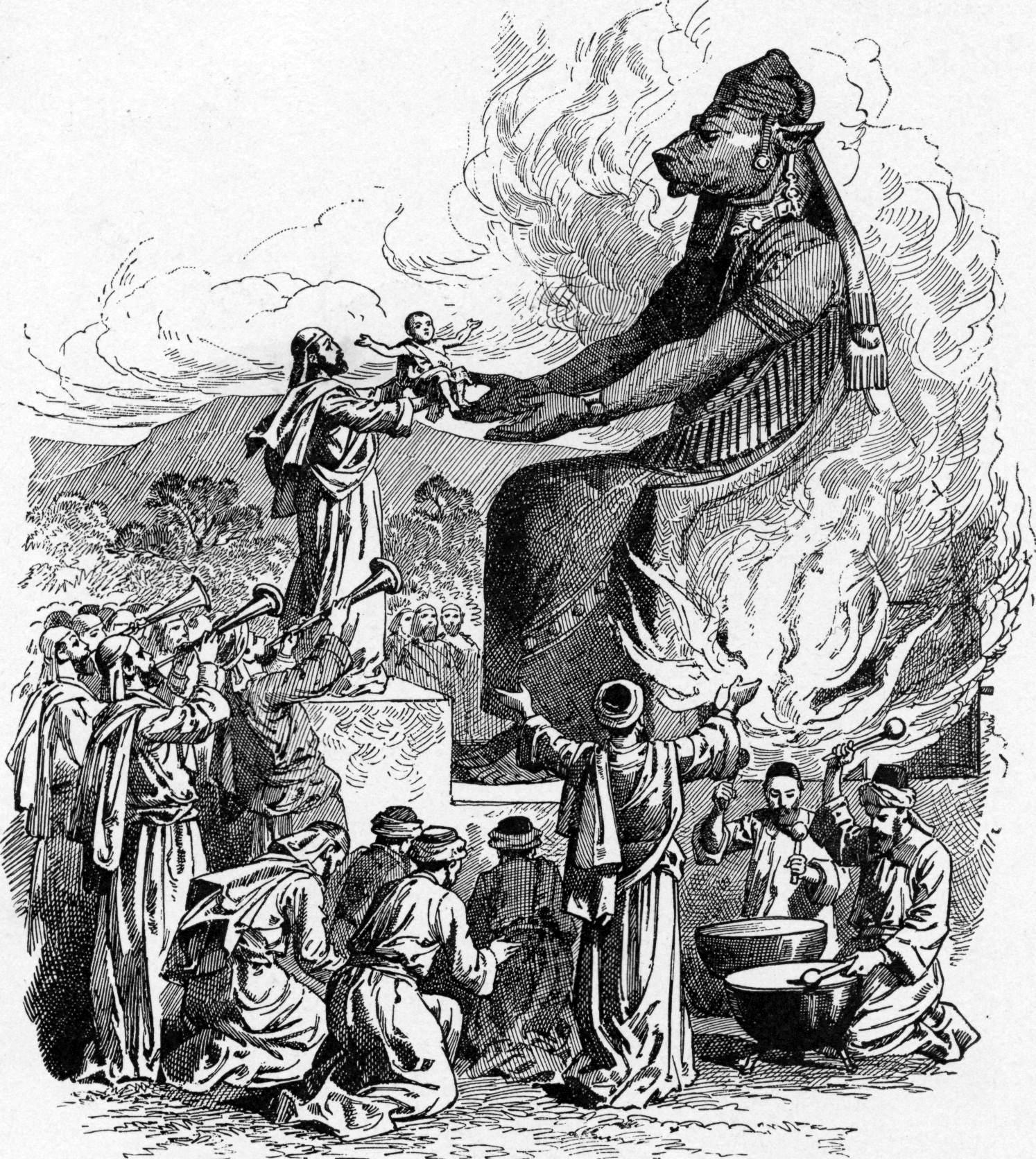
Tục hiến sinh trẻ em cho thần bò trong Kinh Thánh

Người Phoenicia (Phê-ni-xi) là một nhóm người sống tập trung ở Canaan (Ca-na-an; ngày nay là Lebanon, Syria và Israel) từ giữa năm 1550 trước Công Nguyên đến năm 300 trước Công Nguyên. Ngoài những nghi thức tình dục, thờ phượng Moloch còn bao gồm việc dâng trẻ em làm vật cúng tế hoặc "truyền con cái qua lửa". Người ta tin rằng các thần tượng của Moloch là những bức tượng kim loại khổng lồ của một người đàn ông có đầu bò. Mỗi hình tượng đều có một lỗ ở bụng và có thể có hai cánh tay duỗi thẳng ra tạo thành một đường dốc đến cái lỗ. Một ngọn lửa được thắp sáng trong hoặc xung quanh bức tượng. Đứa trẻ sẽ được đặt trên cánh tay của bức tượng hoặc vào trong cái lỗ. Khi một cặp vợ chồng hy sinh đứa con đầu lòng của họ, họ tin rằng Moloch sẽ đảm bảo sự thịnh vượng tài chính cho gia đình và trẻ em trong tương lai.
Trong Sáng thế ký đoạn 12 thì Abraham (Áp-ra-ham) theo lời kêu gọi của Đức Chúa Trời chuyển đến xứ Canaan, dù sự hiến tế con người không phổ biến ở quê nhà Ur (U-rơ) của Abraham, nó đã xuất hiện từ lâu ở đất Canaan. Sau này, Đức Chúa Trời đã yêu cầu Abraham dâng Y-sác như một vật tế lễ. Nhưng sau đó, Đức Chúa Trời đã phân biệt chính Ngài với các vị thần như Moloch. Không giống như các vị thần Canaan bản xứ, Đức Chúa Trời ghê tởm sự hiến tế con người. Trước khi dân Do Thái tiến vào xứ Canaan, Đức Chúa Trời đã cảnh cáo họ không được tham gia vào sự thờ phượng Moloch và nhiều lần bảo ban họ tiêu hủy những nền văn hóa thờ lạy Moloch.
Nhưng dân Do Thái đã không lưu ý đến những lời cảnh báo này mà thay vào đó, họ đã kết hợp sự thờ phượng Moloch vào truyền thống của riêng họ. Người Do Thái có khi cũng thờ thần Moloch, ngay cả Solomon (Sa-lô-môn) vị vua khôn ngoan nhất mà cũng bị ảnh hưởng bởi sự sùng bái này và xây dựng những nơi thờ phượng Moloch và các vị thần khác, chính vì điều này ông đã phạm tội thờ hình tượng, trên con dốc của những năm ông đã xây dựng bàn thờ. Sự thờ phượng Moloch diễn ra ở "những nơi cao" cũng như ở khe núi hẹp bên ngoài Jerusalem (Giê-ru-sa-lem) được gọi là trũng Him-nôm. Vị thần này được coi là linh hồn chính của các vị thần, kể về thần thoại, Moloch không kém phần quan trọng so với các vị thần khác của họ, như thần Sữa (trong số những người Ammonite) và Melkart ở Tyre trong số những người thuộc nhóm Semitic phía Tây.
Các vua David, Solomon vẫn dùng tượng con bò làm biểu tượng cho Jehovah. Vua Jeroboam I (thế kỷ IX TCN) là cháu nội của David lấp nhiều đền thờ thần El với tượng bò vàng từ thành phố Bethel đến thành phố Dan. Các sách Thánh kinh Cựu ước đã chứng tỏ Do Thái đã thờ Đấng Thượng tôn dưới hình tượng một con bò bằng vàng từ thời Abraham cho đến thời các vua David, Solomon và vua Jeroboam I. Cũng có thể đạo thờ bò El đã kéo dài đến đời tiên tri Ezekiel vào thế kỷ VI (TCN). Trong Vương quốc Judah rất thịnh hành đạo thờ thần Molech hay Moloch có nghĩa là Vua, là một biến thể của đạo thờ bò vì tượng thần có thân hình người nhưng đầu của vị thần là đầu bò.
Để xoa dịu Moloch, trên vùng cao của Topheth, trong thung lũng Ennomova sau đó đã được sử dụng để thiêu những đứa trẻ. Những người cai trị như vậy của người Do Thái, như Ahaz và Manasseh, cũng không ngoại lệ, họ cũng hiến sinh những người thừa kế. Những điều răn của Moses (Môi-se), thay đổi hành vi của người Do Thái, đã bãi bỏ thánh tích của quá khứ ngoại giáo, bất cứ ai cố gắng thực hiện nghi lễ hiến tế trẻ em đều có thể trả giá bằng mạng sống. Những nơi mà "sự hy sinh" đã được tiến hành (bàn thờ của Tophet) đã bị phá hủy theo lệnh của Josiah, vua của người Do Thái. Dù vậy, các lệnh cấm bất kể đến từ ai, đều không xóa bỏ hoàn toàn ý định của những người Do Thái tôn vinh Moloch. Những người được chọn đã không vội vàng tham gia vào truyền thống ngoại giáo.

### Thời hậu kỳ

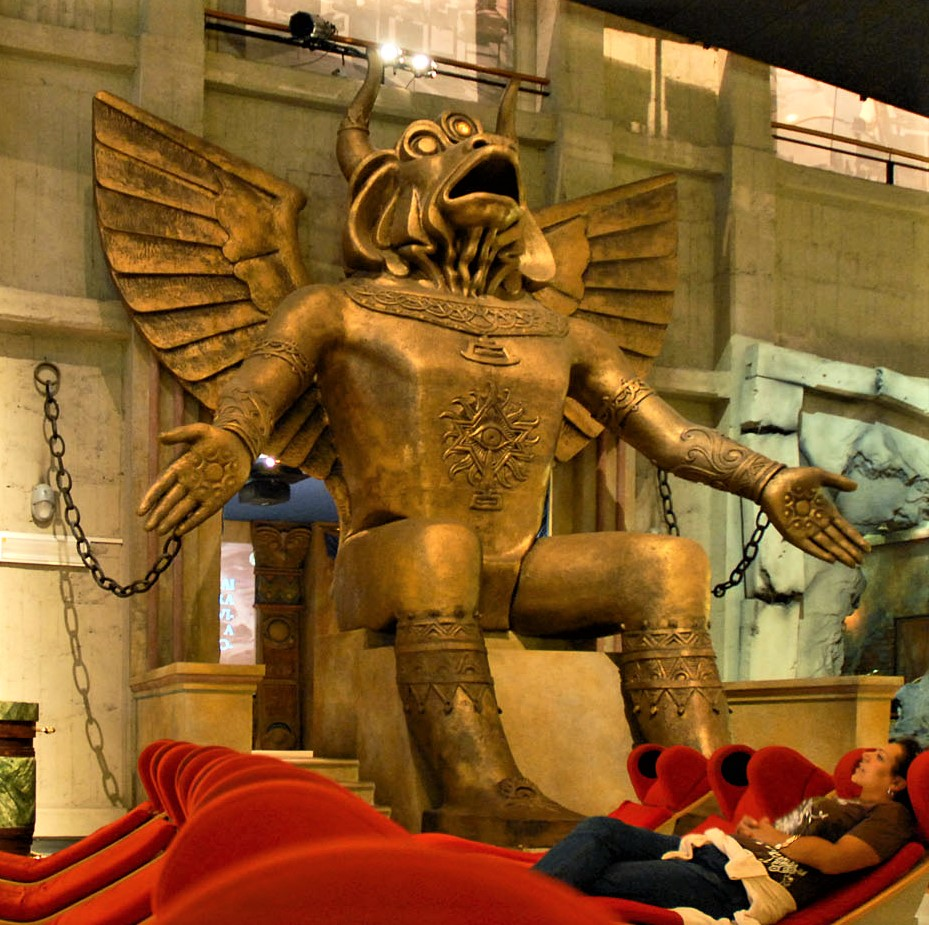
Tượng thờ thần bò ở Cabiria, Turin, Ý

Những người đầu tiên cố gắng chống lại nghi lễ hiến tế trẻ em cho Moloch là người Assyria, và sau đó là người Babylon. Thời kỳ chinh phục vùng đất Palestine và Phoenician rơi vào thế kỷ 8-6 trước Công nguyên. Việc bắt bớ người Do Thái bởi Babylon vào năm 586 trước Công nguyên đã có một tác động tích cực trong cuộc chiến chống lại tình trạng hiến tế trẻ em được tiến hành bởi Vua Josiah (Yoshiahu), những điều chỉnh về phạm vi tôn giáo cũng được cho là góp phần chấm dứt nghi thức hiến tế trẻ em. Được nhắc đến trong các ghi chép đến tận ngày nay. Moloch không còn là đấng tối cao và bị đe doạ uy thế bởi những nhà chinh phục từ phương xa.
Bất chấp những nỗ lực của các vị vua tin kính, việc thờ phượng Mo-lóc đã không được bãi bỏ cho đến khi dân Do Thái bị bắt làm dân phu ở Babylon (Ba-by-lôn), sự phân tán dân Do Thái vào một nền văn minh ngoại giáo lớn cuối cùng đã thành công trong việc tách họ khỏi các giả thần. Khi dân Do Thái trở lại vùng đất của họ, họ đã tự mình tái cam kết với Đức Chúa Trời, và trũng Him-nôm đã trở thành một nơi để đốt rác và thiêu xác của những tên tội phạm bị hành quyết. Jesus đã sử dụng hình ảnh của nơi này như một ngọn lửa thiêu đốt những cuộc đời, tiêu hủy vô số nạn nhân con người để mô tả địa ngục, nơi những người chối bỏ Đức Chúa Trời sẽ bị đốt cháy vĩnh cửu.
Moloch là thần của người Am-môn thờ lạy, cũng được những dân như Phéniciens, Carthage thờ. Lại cũng gọi là thần Minh-côm thờ ở nơi cao tại trước Jerusalem. Người dân Carthages (Gia Thái Cơ), khi cần và khi gặp nguy hiểm, đã hy sinh cho vị thần của họ những đứa trẻ. Khi Agathocles vây thành Carthage, người trong thành đã phải hiến tế 200 trẻ em nhà quý tộc cho thần theo như những ghi chép trong Kinh Thánh. Thông thường ở Carthage, các nhà trưởng giả sẽ mua lại trẻ em nhà nghèo về để tế thay nhưng năm 307 trước công nguyên khi thành phố bị bao vây, họ vì sợ cơn thịnh nộ thần linh đã mang chính con mình ra hiến tế dẫn đến việc 200 trẻ em bị tế sống, nhiều nơi người ta phải đánh trống đánh chiêng để lấn át tiếng trẻ thét vang khi bị bỏ vào lửa.
Người La Mã sau khi chinh phục Carthage vào thế kỷ thứ hai sau Công nguyên, đã dạy cho người dân địa phương biết rằng tôn thờ Moloch là một thói xấu, giống như Satan, các thế lực đen tối được thể hiện đồng thời đóng vai trò là thần và ác quỷ. Moloch là sự tàn nhẫn không nên có. Họ hiến dâng thần Moloch những gì quý giá nhất là chính những đứa con của họ, không thể nào nghi ngờ một điều là rất nhiều người mẹ và người cha dễ dàng hy sinh mình hơn là hy sinh con cái của mình. Qua những gì mà Dodore thuật lại thấy rằng người dân Carthages không phải đã mất đi tình cảm yêu thương đối với các con ruột của mình, có một lúc nào đó họ cũng đã thử đem hiến sinh những đứa con của người khác thay cho các con ruột của mình, nhưng các thầy tế của thần Moloch đã tiếp nhận mưu toan nhân đạo hóa việc sùng bái Moloch. Theo Eissfeldt, cuộc cải cách thế kỷ thứ 7 này đã xóa bỏ sự hiến sinh trẻ em.

## Lễ hiến tế

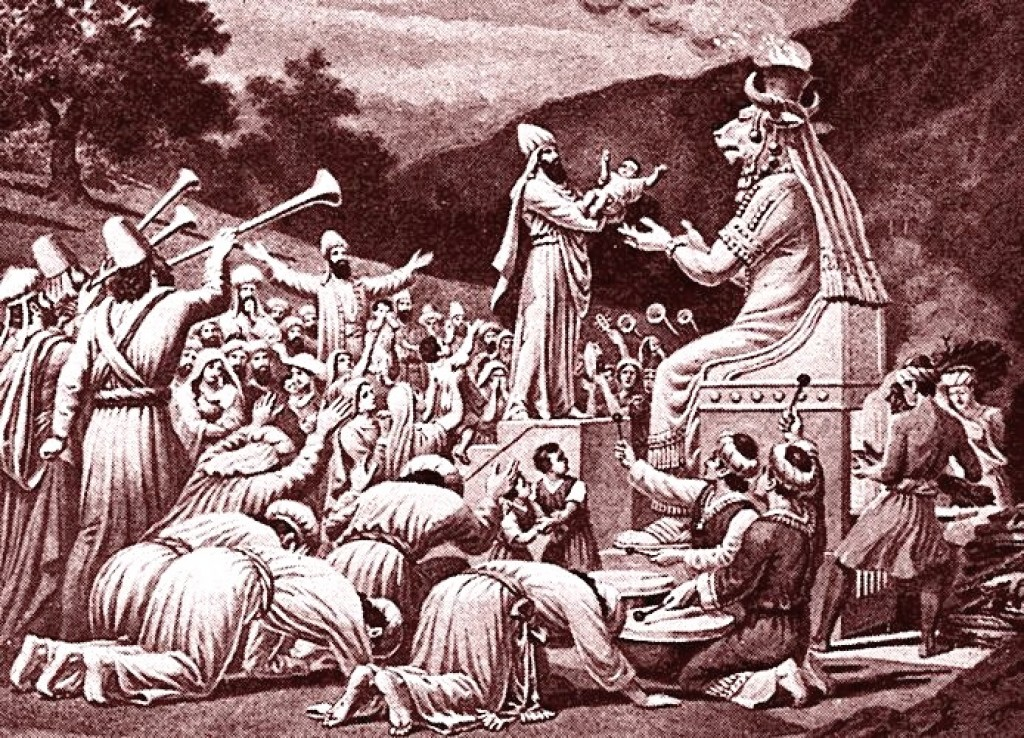
Nghi thức hiến tế Moloch

Moloch được phân biệt bởi một đặc thù là một tình yêu đặc biệt dành cho trẻ nhỏ, theo quy định của Lề luật ngày xưa, con đầu lòng trong vai trò của nạn nhân, trong một nghi lễ khủng khiếp sẽ bị ném vào lửa. Những dằn vặt của những đứa trẻ bị đốt cháy mang lại niềm vui cho Moloch và nước mắt mẹ đã làm dịu cơn khát của Đấng toàn năng. Không có gì ngạc nhiên khi ông được trao danh hiệu "người cai trị đất nước của nước mắt". Về nhiều sinh vật cho chúng ta biết thần thoại. Moloch là một vị thần hung dữ và vô độ, mong muốn nhìn thấy sự đau khổ của những người phụ nữ bị buộc phải cho vị thần này sinh con cái.
Mỗi khi tế lễ thần Molech, nhưng vật hy sinh để dâng lễ là những đứa bé sơ sinh. Đứa bé được đặt vào hai bàn tay của thần bằng kim loại đã được đun nóng từ bên trong. Đứa bé và cha mẹ nó la thét thảm thiết nhưng tất cả đều bị át đi bởi những tiếng kèn, trống và phèn la khua lên inh ỏi. Sau khi thịt của đứa bé đã bị nướng chín trên hai bàn tay của thần (như hai cái chảo bằng kim loại). Dân Do Thái thờ thần Molech đầu bò trong những năm từ 735 đến 575 Trước Công nguyên. Mỗi khi làm lễ tế thần ở thung lũng Hinnon thuộc ngoại ô Jerusalem họ luôn luôn giết trẻ con rồi xe thịt đem nướng chín để làm món ăn tế thần. Tục lệ tế thần bằng thịt trẻ em được mô tả trong nhiều sách Kinh thánh Cựu ước.
Thần bò El cũng như thần bò Molech đều là những vị thần có hình tượng đầu bò và đều là những vị thần hảo máu. 
Cựu Ước đề cập đến việc thực hành hiến sinh hiện có giữa các dân tộc Semitic, bao gồm cả người Do Thái. Vị thần bò Moloch là hiện thân của nỗi sợ hãi của con người. Moloch là một vị thần đã tìm cách chiếm lấy tâm trí của mọi người, buộc họ phải thực hiện các hành động phát ban, từ đó, gười dân đã sẵn sàng hy sinh con cái của họ vì lợi ích ma quái, họ phải đem con đến để tế sống, khi đứa trẻ bị đặt vào hai bàn tay tượng giơ cao ra đàng trước thì liền tụt vào trong bụng tượng đang được nung đỏ, mẹ đứa trẻ phải đứng dự tế, không được tỏ dấu thương hay ứa ra một giọt nước mắt. Nếu nhỡ khóc là tỏ dấu bất kính. Mỗi lần tế như vậy người ta nướng sống có cả trăm đứa trẻ.
Nghi thức tế lễ có một bức tượng bằng đồng, hai bàn tay mở rộng trên một cái bệ cũng bằng đồng, tượng đó hình người đúc bằng đồng rỗng để liền vào một cái ngai đồng ở dưới. Đầu tượng như đầu bò, đội mũ. Người ta đốt lửa cho khói phun ra chân tay. Khi cánh tay tượng nóng đỏ lên, người ta đặt đứa bé được hiến tế lên trên đó, ngọn lửa bốc lên trên đứa trẻ và cảnh tượng này dường như đứa trẻ ngã vào hố lửa để dâng cho thần, khi ngọn lửa bùng lên, chân tay và miệng bé há hốc như đang cười cho đến khi cơ thể quằn quại trườn vào trong lò, nụ cười này được gọi là "tiếng cười hân hoan" vì đứa trẻ chết khi đang cười, đứa con đó chết bỏng ngay lập tức. Người ta đánh trống để khỏa lấp tiếng khóc của con nít, cho cha mẹ chúng khỏi buồn.
Ban đầu, pháp sư thắp một ngọn nến bàn thờ. Các yếu tố chính của nghi lễ là thiền định của thầy phù thủy và phân định dao găm của ngôi sao năm cánh màu đỏ. Không ngừng rung động và hét tên Moloch, pháp sư hấp thụ quả cầu lửa bên trong. Làm như vậy, anh ta gọi vào lửa làm sạch. Nghi thức kết thúc với lời khen ngợi kẻ giết trẻ em. Các học giả Kinh Thánh liên kết các thiết kế "con bò đồng" cho bức tượng của vị thần Carthage Baal Hammon (thường được xác định với Kinh Thánh Moloch trong đó có lễ hiến tế trẻ con sống. Trẻ con sống được đặt trên bàn tay của tượng đầu bê bằng đồng của vị thần, và trượt xuống vào lò thiêu bằng đồng. Tiếng la hét của trẻ thường bị át đi bởi tiếng trống và nhảy múa, vì bàn thờ hiến tế không có hệ thống ống như con bò đồng.

## Văn hóa đại chúng

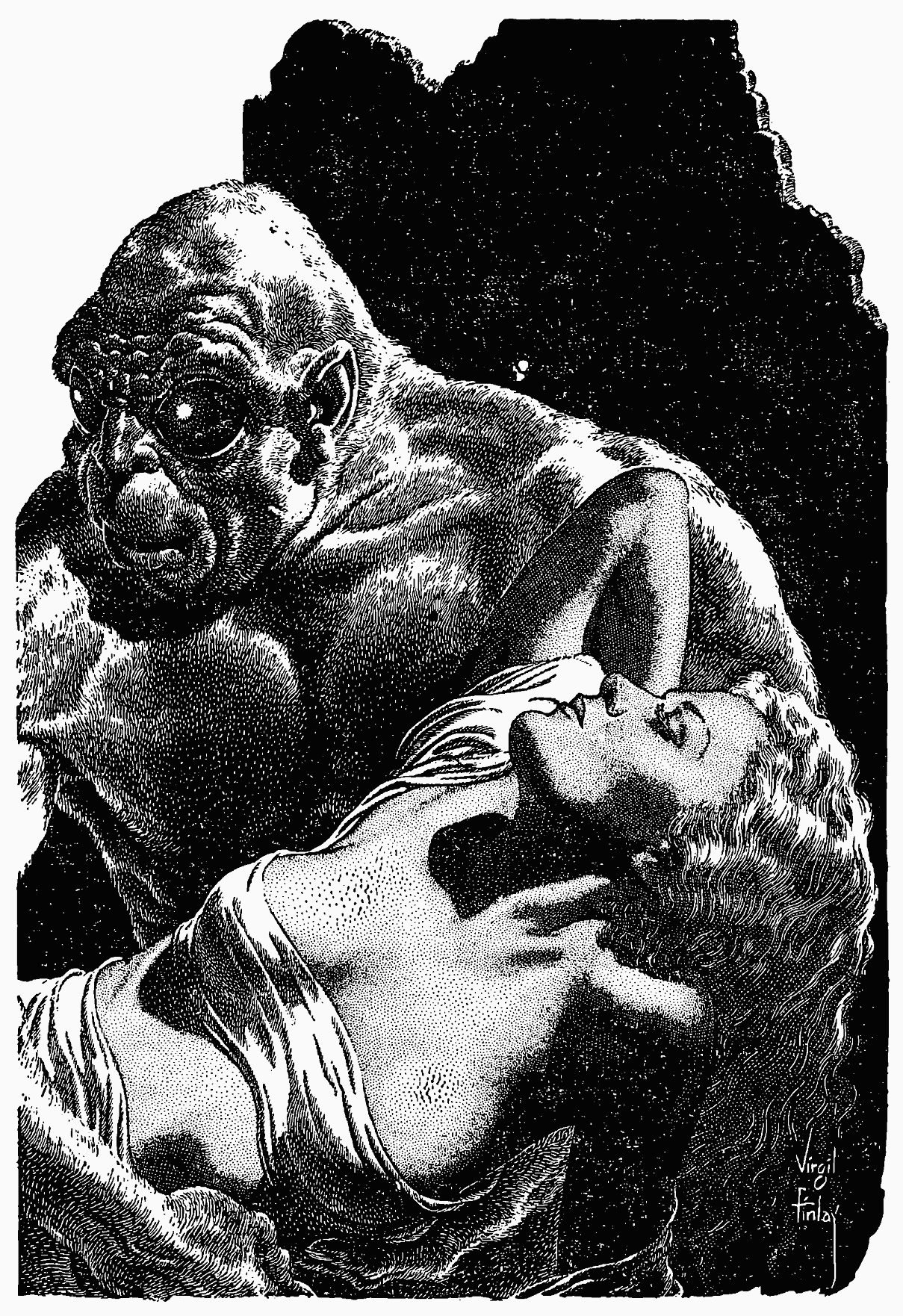
Morlock nhân vật trong tiểu thuyết Thời đại của Máy móc (The Time Machine) nhái theo tên của thần Moloch

Liên quan đến đề tài này có bộ phim kinh dị năm 2012 mang tên Sinister (Điềm gở) kể về những đứa trẻ sát nhân bị điều khiển bởi một thế lực siêu nhiên hùng mạnh. Sinister theo chân nhân vật Ellison Oswalt (Ethan Hawke), một nhà văn chuyên viết các câu chuyện về tội phạm và bắt đầu bị ám ảnh bởi một cuốn băng kể về lịch sử của một tên giết người. Tuy nhiên, khi tự tách mình ra khỏi xã hội để điều tra thì Oswalt phát hiện ra nhiều cuốn băng khác và tất cả đều liên quan đến những đứa trẻ sát nhân, tất cả đều có manh mối. Với nguồn gốc từ thời Babylon thì Bughuul (hoặc Bagul) kiểm soát tâm trí và linh hồn của trẻ em, buộc chúng phải giết gia đình chính mình. Sau đó còn bắt chúng ghi chép lại chi tiết mọi việc để khơi gợi sự tò mò, dụ dỗ những đứa trẻ khác.
Linh hồn và thể xác của những đứa trẻ này sau đó bị Bughuul chiếm lấy khiến cho không ai có thể tìm ra được hung thủ thật sự. Trong phim giải thích cơ chế hoạt động của tà thần này như sau:

“Những mảnh truyện còn sót lại, tất cả đều xoay việc hắn ta cần linh hồn của những đứa trẻ. Mỗi câu chuyện diễn tả cách thức khác nhau của hắn đã dụ dỗ hoặc lừa những đứa trẻ này ra khỏi thế giới vật chất và nhốt chúng trong thế giới riêng của hắn và hấp thụ chúng dần dần theo thời gian. Bất kỳ hình thức thờ cúng ác thần này đều liên quan đến hiến tế máu hoặc ăn thịt một đứa trẻ”.

Bughuul là một tác phẩm của hai nhà biên kịch Scott Derrickson và C. Robert Cargill.
Bughuul có nhiều điểm chung với một số vị thần trong thế giới thật, có một số nét tương đồng với Moloch có nguồn gốc từ Trung Đông, một vị thần Pagan được tôn thờ bởi người Canaan và Ammonites, Moloch có nhiều nét liên quan tới ma quỷ và đòi hỏi nghi lễ hiến tế là trẻ em. Bughuul thậm chí còn là anh trai của Moloch và cả hai đều có cùng một một câu chuyện lịch sử. 

“Bughuul bắt chước nghi lễ thờ cúng của Moloch và nghi lễ hiến tế trẻ em trước khi Moloch giận dữ bịt miệng Bughuul bằng tro tàn vĩnh cửu”

Miệng của Bughuul trông như thể bị khâu lại bởi một thứ mờ đen. Một số khác cho rằng Bughuul có mối dây liên kết với Baal và Tlaloc, hai vị thần ngoại khác. Baal là một con quỷ được nhắc nhiều trong Kitô giáo và Do Thái giáo và Tlaloc, một vị thần sinh sản nhân từ trong thần thoại Aztec, đòi hỏi sự hiến tế của trẻ em để đổi lấy mùa màng tốt.
Trong Liên Quân Mobile thì Maloch cũng được cho cái tên "Ma vương quản ngục" với cốt truyện có sự tương đồng với thần Moloch:

Sinh ra từ nơi sâu thẳm nhất Địa Ngục, Maloch biết rõ mọi hình phạt tàn nhẫn nhất tại đây. Không gì trên đời làm hắn thích thú hơn việc bóp nát tâm hồn của những kẻ bất hạnh.

Tiếng gào thét của sự đau đớn, nỗi thống khổ giống như một điệu nhạc Valse đối với Maloch vậy và sức mạnh của hắn cũng đến từ đó. Trong cái nơi ánh sáng không thể chiếu đến này, Cai Ngục là kẻ thống trị, còn Maloch là Vua của những kẻ thống trị.